# 戈尔蒂尼亚
戈尔蒂尼亚（希臘語：Γορτυνία）是希腊伯罗奔尼撒大区阿卡迪亚专区的市镇，行政中心为季米察纳村。市镇面积为1,050.9平方公里，2021年人口数量为7,915人。
此市镇设立于2011年地方政府改革中，由原8个市镇合并而成，原市镇则成为此市镇的8个市区。